# Serraulax trifasciatus
Serraulax trifasciatus är en stekelart som först beskrevs av Szepligeti 1905.  Serraulax trifasciatus ingår i släktet Serraulax och familjen bracksteklar. Inga underarter finns listade i Catalogue of Life.